# خوان خوزه بیده‌گائین
خوان خوزه بیده‌گائین (اسپانیایی: Juan José Videgain‎؛ زادهٔ ۳۰ ژوئیهٔ ۱۹۷۵) نویسنده، فیلم‌نامه‌نویس و بازیگر اهل اسپانیا است.
از فیلم‌ها یا مجموعه‌های تلویزیونی که وی در آن‌ها نقش داشته‌است، می‌توان به قلمرو بهشت اشاره نمود.